# Gossliwil
Gossliwil es una comuna suiza del cantón de Soleura, situada en el distrito de Bucheggberg. Limita al norte con la comuna de Rüti bei Büren (BE), al este con Bibern y Hessigkofen, al sur con Lüterswil-Gächliwil y al suroeste y oeste con Oberwil bei Büren (BE).